# فرد کوئینکمپ
فرد کوئینکمپ (انگلیسی: Fred Koenekamp؛ زادهٔ ۱۱ نوامبر ۱۹۲۲) یک مدیر فیلم‌برداری اهل ایالات متحده آمریکا است. وی بین سال‌های ۱۹۶۵ تا ۱۹۹۴ میلادی فعالیت می‌کرد.
وی همچنین برنده جوایزی همچون جایزه اسکار بهترین فیلمبرداری شده‌است.